# Stazione di Verceia
La stazione di Verceia è una fermata ferroviaria posta sulla linea Colico-Chiavenna. Serve il centro abitato di Verceia.
La stazione è stata oggetto nel mese di dicembre 2014 di lavori di manutenzione straordinaria che hanno consistito nella riverniciatura dell'edificio, la pulizia del tetto dello stesso e inserimento di barriere di sicurezza in prossimità di una zona pericolosa.